# Swae Lee

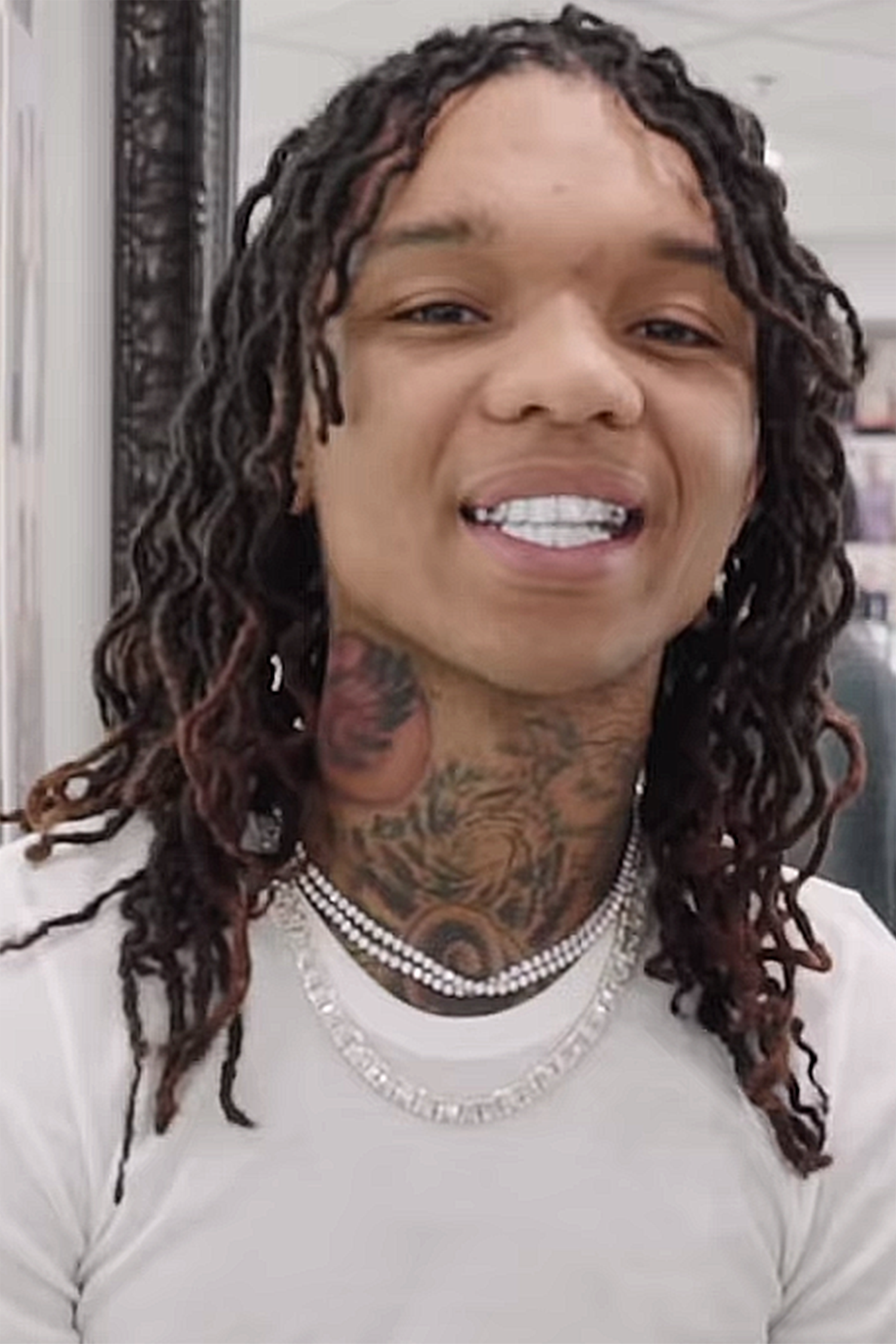
Swae Lee (2019)

Swae Lee (* 7. Juni 1993 in Inglewood, Kalifornien als Khalif Malik Ibn Shaman Brown) ist ein US-amerikanischer Rapper, Sänger und Songwriter. Er ist Teil des Hip-Hop-Duos Rae Sremmurd, das er mit seinem Bruder Slim Jxmmi bildet. 2017 war er auf der Single Unforgettable von French Montana, die in über 17 Ländern die Top-10 erreichte zu hören. Sein Debüt-Studioalbum Swaecation wurde am 4. März 2018 als Teil eines Triple-Album-Sets mit SR3MM von Rae Sremmurd und Jxmtro von Slim Jxmmi veröffentlicht.

## Karriere
Khalif Malik Ibn Shaman Brown wurde in Inglewood im US-Bundesstaat Kalifornien als Sohn einer allein erziehenden Mutter geboren, die bei der United States Army tätig ist. Er wuchs in Tupelo in Mississippi auf und begann während der High School gemeinsam mit seinem Bruder Slim Jxmmi und dem Rapper Lil Pantz unter dem Namen Dem Outta St8 Boyz Musik zu machen.
Nach dem Abitur verließ Brown zusammen mit seinem Bruder sein Zuhause und begann auf der Straße und in verlassenen Häusern zu leben. Nach mehreren Bewerbungen bei unterschiedlichen Labeln sowie Beteiligungen bei Wettbewerben, unterzeichneten er und Slim Jxmmi 2013 einen Vertrag beim Plattenlabel „EarDrummers Entertainment“ von Mike Will Made It und gründeten mit Jxmmi das Duo Rae Sremmurd. Zusammen veröffentlichten sie mehrere Studioalben und feierten unter anderem mit dem Lied Black Beatles einen weltweiten Erfolg.
Im März 2015 veröffentlichte Mike Will Made It das Lied Drinks on Us, auf dem Brown erstmals als Swae Lee neben Future und The Weeknd als Gastmusiker zu hören war. Im September 2015 beteiligte er sich an Wiz Khalifas Lied Burn Slow, mit dem er auf Platz 83 der Billboard Hot 100 landete.
Im April 2017 steuerte er den Gesangspart des Liedes Unforgettable vom US-amerikanischen Rapper French Montana. Der Song erreichte unter anderem Platz sechs in Deutschland, Platz zwei in Großbritannien sowie Platz drei in den USA. In Zusammenarbeit mit dem US-amerikanischen Rapper 2 Chainz veröffentlichte er ebenfalls 2017 das Lied Poor Fool. Der Track Sativa mit Sängerin Jhené Aiko rückte ebenfalls in die US-amerikanischen Single-Charts vor.
Anfang 2018 erschien in Zusammenarbeit mit dem US-amerikanischen Sänger Khalid das Lied The Ways, das Teil dessen Albums Black Panther: The Album war und unter anderem Platz 63 der US-amerikanischen Single-Charts erreichte. Als Featuring-Artist war er auf Post Malones Single Spoil My Night zu hören, welche mit Chart-Platzierungen in den unterschiedlichsten Ländern über eine Million Verkäufe verzeichnet.
Am 1. März 2018 veröffentlichte er seine erste Solo-Single Hurt to Look, bei der sein Bruder einen Gastpart beisteuerte. Diese war die erste Single-Auskopplung aus seinem Debüt-Studioalbum Swaecation, das 4. Mai 2018, fast zwei Jahre nach der Ankündigung im August 2016 veröffentlicht wurde. Es bildete zusammen mit dem Album SR3MM von Rae Sremmurd und Jxmtro, dem Debüt-Studioalbum von Slim Jxmmi ein Tripel-Album-Set. Als weiterer Vorbote des Albums wurde am 1. April 2018 das Lied Guatemala veröffentlicht.
Es folgten weitere Singles mit unter anderem Nicki Minaj, Metro Boomin und Travis Scott. Mit letzterem entstand ebenfalls der Track R.I.P. SCREW, der sich im Spätsommer 2018 zu einem weltweiten Erfolg entwickelte und unter anderem die Spitze der US-amerikanischen Single-Charts erreichte. Ein weiterer Erfolg gelang ihm in Zusammenarbeit mit Wiz Khalifa und dem gemeinsamen Lied Hopeless Romantic, das auf Khalifas Album Rolling Papers II zu hören ist. Mit der kubanischen Sängerin Camila Cabello wurde am 16. August 2018 das Lied Real Friends veröffentlicht.
Am 18. Oktober 2018 veröffentlichte Lee zusammen mit Post Malone das Lied Sunflower, das Teil des Soundtracks für den US-amerikanischen Animationsfilm Spider-Man: Into the Spider-Verse ist. Das offizielle Musikvideo zeigt Szenen aus dem Film sowie Teile der Lyrics. Am 24. Oktober 2018 folgte das Lied Close to Me, das in Zusammenarbeit mit der britischen Sängerin Ellie Goulding und dem Produzenten Diplo entstand. Der Track wurde ein weltweiter Erfolg und chartete mitunter in den USA, Deutschland und Großbritannien.
2019 brachte Swae Lee einen Song namens Crave zusammen mit der US-Pop-Ikone Madonna raus.

## Diskografie
Studioalben

| Jahr | Titel Musiklabel                  | Höchstplatzierung, Gesamtwochen, AuszeichnungChartplatzierungen (Jahr, Titel, Musiklabel, Platzierungen, Wochen, Auszeichnungen, Anmerkungen) | Höchstplatzierung, Gesamtwochen, AuszeichnungChartplatzierungen (Jahr, Titel, Musiklabel, Platzierungen, Wochen, Auszeichnungen, Anmerkungen) | Höchstplatzierung, Gesamtwochen, AuszeichnungChartplatzierungen (Jahr, Titel, Musiklabel, Platzierungen, Wochen, Auszeichnungen, Anmerkungen) | Höchstplatzierung, Gesamtwochen, AuszeichnungChartplatzierungen (Jahr, Titel, Musiklabel, Platzierungen, Wochen, Auszeichnungen, Anmerkungen) | Höchstplatzierung, Gesamtwochen, AuszeichnungChartplatzierungen (Jahr, Titel, Musiklabel, Platzierungen, Wochen, Auszeichnungen, Anmerkungen) | Anmerkungen |
| Jahr | Titel Musiklabel                  | DE | AT | CH | UK | US | Anmerkungen |
| ---- | --------------------------------- | --- | --- | --- | --- | --- | --- |
| 2018 | Swaecation Eardruma Records (UMG) | DE61 (1 Wo.)DE | — | CH35 (1 Wo.)CH | UK33 (2 Wo.)UK | US6 Gold · (17 Wo.)US | Erstveröffentlichung: 4. Mai 2018 erschien zusammen mit SR3MM von Rae Sremmurd und Jxmtro von Slim Jxmmi als rein digitales Album-Set |

→ Für Veröffentlichungen mit Rae Sremmurd, siehe Rae Sremmurd#Diskografie

## Auszeichnungen und Nominierungen
Grammy Awards
- 2017: Song of the Year – Formation (als Songwriter) – Nominiert
- 2019: Best Rap Performance – Sicko Mode – Nominiert
- 2019: Best Rap Song – Sicko Mode – Nominiert

MTVU Woodie Awards
- 2017: Songwriter of the Year – Swae Lee – Nominiert

Soul Train Music Awards
- 2016 – The Ashford & Simpson Songwriter’s Award – Formation (als Songwriter) – Nominiert